# Dankowice Drugie
Dankowice Drugie – wieś w Polsce położona w województwie śląskim, w powiecie kłobuckim, w gminie Krzepice.
W latach 1975–1998 miejscowość administracyjnie należała do województwa częstochowskiego.

## Nazwa
Nazwę miejscowości w zlatynizowanej staropolskiej formie Dankowycze villa wymienia w latach (1470–1480) Jan Długosz w księdze Liber beneficiorum dioecesis Cracoviensis. W okresie tym nie rozróżniano Dankowic Pierwszych oraz Drugich. Rozdział tych miejscowości nastąpił później.

## Historia
W roku 1564 we wsi Dankowice osiadłych było 16 kmieci na półłankach. Płacili oni 24 groszy czynszu podymnego i rzecznego, płacił również tamtejszy włodarz. Nie płacili wicnego i polnego, dlatego że nosili sieci do boru. Oddawali sep owsianą, kury, jaja, dwóch kmieci oddawało chmiel, 2 zagrodników płaciło 12gr., trzeci 24gr. Dziesięciu kmieci miało barcie i płaciło miodowe.
We wsi były dwa młyny, jeden na rzece Kostrzynie, o jednym kole, z którego młynarz płacił 5 grzywien i karmił 1 wieprza dla zamku. Drugi młyn, o dwóch kołach, był na Liswarcie, płacił z niego młynarz 10 grzywien czynszu, oddawał korzec mąki pszennej, karmił 2 wieprze do zamku. Dodatkowo młynarz płacił 36 gr. od rzeki. We wsi były dwa stawy, jeden na potoku.
Lustracja z roku 1789 podaje, że chłopi odrabiają staroście 94 dni, płacą 14zł 18gr wiecowego. Oddają ponadto 63 wiertle owsa, 7 wiertli i 3,5m chmielu, 37 kur, 157 jaj. Na folwarku w Dankowicach uprawiano: żyto, pszenicę, jęczmień, owies, groch, tatarkę, proso. Za rok 1786/1787 i 1787/1788 zebrano 223 wozy siana.
Przydrożna kapliczka św. Jana Nepomucena
Zbudowana została w roku 1843 na planie kwadratu, dół kapliczki do połowy murowany, otynkowany, ze skarpami na rogach. W części murowanej trzy okna zakończone półokrągłym łukiem, czwarte zamurowane. W niedużym wnętrzu kapliczki rzeźba św. Jana Nepomucena.
Ponad częścią murowaną przykrytą gontowym daszkiem drewniana wieżyczka zakończona baniastym hełmem, ponad nim toczona steryczna zakończona kutym krzyżem i chorągiewką, na niej rok 1843. Wcześniej była przerdzewiała chorągiewka z datą remontu w roku 1957.
W przeźroczu wieżyczki żeliwny dzwon z inskrypcją "Panki 1843" i dwa krzyżujące się młotki.
Kapliczka posadowiona jest na obszarze dawnych posiadłości dworskich. Stoi na terenie dawnego parku podworskiego. W dawnych czasach w jej pobliżu stały dworskie czworaki, stajnie, brogi i stodoły, niestety uległy zniszczeniu tak jak i dwór. Jak głosi legenda dziedzic Dankowic przywiózł z pobliskiego Śląska pięknego rasowego barana. Pewnego dnia barana ukradł i zabił chłop pańszczyźniany Jan z Dankowic. Gdy sprawa wyszła na jaw rozgniewany dziedzic kazał złapać chłopa, wychłostać i zakuć w dyby, po kilku dniach ciężko pobity chłop zmarł. Po latach męczeńskiej śmierci Jana, miejscowi wieśniacy wybudowali kapliczkę w miejscu dawnego pręgierza. Jak wspominają dawni mieszkańcy Dankowic, dzwon kapliczki wzywał ich dziadków do pracy na pańskim, kto nie zdążył na 6 rano dostawał baty. Bito nieźle "Chłostę cztery plagi przez gołe ciało" polecała Oekonomia jako karę za opuszczenie pańszczyzny, za spóźnienie do pracy "tak się z nim obchodzić, jako w szkole żakami bakałarz: to jest dać mu chłostę i pamiętne dobro" w razie recydywy zaraz na praszczęta puścić i kazać wszystkim chłopom po trzykroć zaciąć". Inne podanie głosi, że koło kapliczki doszło do potyczki między powstańcami z kozakami w roku 1863.
Źródło
"Blask Dawnych Krzepic"; Wydanie II rozszerzone o ważne wydarzenie z Krzepic i okolicy z okazji jubileuszu 650-lecia miasta Krzepic. Materiały z dziejów Krzepic i okolic zebrał i opracował Romuald Cieśla z Krzepic; Krzepice 2007.